# Rozwód po włosku
Rozwód po włosku (wł. Divorzio all'italiana) – włoska komedia filmowa z 1961 roku w reżyserii Pietro Germiego, nagrodzona m.in. Oscarem za najlepszy scenariusz oryginalny.

## Fabuła
Ferdinando to sycylijski arystokrata w średnim wieku, który ma już serdecznie dość swojej żony, za to z pożądaniem patrzy na swoją młodą kuzynkę. Sęk w tym, że ówczesne włoskie prawo nie dopuszczało rozwodów. Z drugiej strony, w kodeksie karnym istniał przepis przewidujący nadzwyczajne złagodzenie kary za morderstwo, jeśli dopuścił się go mąż, który przyłapał swoją żoną na zdradzie. Ferdinando postanawia więc ukartować zdradę w wykonaniu swojej żony, aby móc zabić ją i nie ponieść poważniejszej kary.

## Obsada
- Marcello Mastroianni - Ferdinando
- Daniela Rocca - Rosalia
- Stefania Sandrelli - Angela
- Leopoldo Trieste - Carmelo
- Lando Buzzanca - Rosario

i inni

## Produkcja
Zdjęcia kręcono we Włoszech w następujących lokacjach według prowincji:
- prowincja Katania (Katania, Adrano);
- prowincja Mesyna (Taormina);
- prowincja Ragusa (Ragusa, Ispica)[1].

## Nagrody i nominacje
- Oscar za najlepszy scenariusz oryginalny;
  - nominacje: najlepszy aktor pierwszoplanowy (Marcello Mastroianni), najlepsza reżyseria
- Nagroda BAFTA: najlepszy aktor zagraniczny (Marcello Mastroianni)
  - nominacje: najlepsza aktorka zagraniczna (Daniela Rocca), najlepszy film zagraniczny
- 15. MFF w Cannes: nagroda dla najlepszej komedii
- Złote Globy: najlepszy aktor w komedii lub musicalu (Marcello Mastroianni), najlepszy film obcojęzyczny